# Новопокровський сільський округ (Бородуліхинський район)
Новопокро́вський сільський округ (каз. Новопокровка ауылдық округі, рос. Новопокровский сельский округ) — адміністративна одиниця у складі Бородуліхинського району Абайської області Казахстану. Адміністративний центр — село Новопокровка.
Населення — 2372 особи (2021; 3013 у 2009, 3521 у 1999, 5697 у 1989).
Станом на 1989 рік існувала Новопокровська сільська рада (села Атей, Новопокровка, Сарногай) колишнього Жанасемейського району.

## Склад
До складу округу входять такі населені пункти:
| Населений пункт    | Старі назви             | Населення, осіб (1989) | Населення, осіб (1999) | Населення, осіб (2009) | Населення, осіб (2021) |
| ------------------ | ----------------------- | ---------------------- | ---------------------- | ---------------------- | ---------------------- |
| Карагайли, село    | Атей, Арбузний, Арбузне | 36                     | 36                     | 94                     | 38                     |
| Новопокровка, село | -                       | 5369                   | 3260                   | 2721                   | 2233                   |
| Сарногай, село     | -                       | 292                    | 225                    | 198                    | 101                    |